# Dal'nee Konstantinovo
Dal'nee Konstantinovo (in russo Дальнее Константиново?) è un insediamento di tipo urbano della Russia europea centro-orientale, nell'oblast' di Nižnij Novgorod, centro amministrativo del rajon Dal'nekonstantinovskij.
Si trova 55 km a sud di Nižnij Novgorod e 45 km a nord di Arzamas.